# فرودگاه اکپاکا
فرودگاه اکپاکا (به انگلیسی: Akpaka Airport) یک فرودگاه است. این فرودگاه در کشور توگو قرار دارد.